# Републикански път III-376
Републикански път IIІ-376 е третокласен път, част от републиканската пътна мрежа на България, преминаващ изцяло по територията на област Пазарджик. Дължината му е 17,5 км.
Пътят се отклонява надясно при 168,4 км на Републикански път II-37 западно от град Батак и се насочва на запад. Заобикаля от юг язовир „Батак“, минава през курорта Цигов чарк, пресича от юг на север град Ракитово, навлиза в източната част на Чепинската котловина и в близост до гара Костандово се съединява с Републикански път II-84 при неговия 29,4 км.
| Пътища, отклоняващи се надясно (населено място, № на пътя, посока на пътя) | Км   | Пътища, отклоняващи се наляво (посока на пътя, № на пътя, населено място) |
| -------------------------------------------------------------------------- | ---- | ------------------------------------------------------------------------- |
| Община Батак, II-37, 168,4 км →                                            | 0,0  | → 168,4 км, II-37, Община Батак                                           |
| Община Ракитово, курорт Цигов чарк                                         | 5    | курорт Цигов чарк, Община Ракитово                                        |
| (за гр. Костандово) общински път, гр. Ракитово ←                           | 11,8 | гр. Ракитово                                                              |
| (за гр. Костандово) общински път ←                                         | 17   |                                                                           |
| (от с. Звъничево) II-84, 29,4 км →                                         | 17,5 | → 29,4 км, II-84 (до 36,6 км на II-19)                                    |